# Anabarhynchus barrington
Anabarhynchus barrington är en tvåvingeart som beskrevs av Lyneborg 2001. Anabarhynchus barrington ingår i släktet Anabarhynchus och familjen stilettflugor. Inga underarter finns listade i Catalogue of Life.